# Master série Vol. 1
Albums de Diane Dufresne
Le Disque d'or
(1979) Master série Vol. 2
(1990)
Master série Vol. 1 est une compilation de la chanteuse québécoise Diane Dufresne et sera suivie, en 1990, par l'édition du Master série Vol. 2.

## ÉditionCD

### Titres
| No  | Titre                            | Paroles                       | Musique              | Durée |
| --- | -------------------------------- | ----------------------------- | -------------------- | ----- |
| 1.  | Chanson pour Elvis               | Luc Plamondon                 | François Cousineau   | 4:09  |
| 2.  | Love me tender                   | Elvis Presley                 | Vera Matson          | 3:35  |
| 3.  | Les femmes d'aujourd'hui         | Luc Plamondon                 | François Cousineau   | 3:07  |
| 4.  | Hollywood freak                  | Diane Dufresne, Luc Plamondon | François Cousineau   | 3:30  |
| 5.  | Vingtième étage                  | Luc Plamondon                 | François Cousineau   | 4:24  |
| 6.  | En écoutant Elton John           | Luc Plamondon                 | François Cousineau   | 6:27  |
| 7.  | J'ai rencontré l'homme de ma vie | Luc Plamondon                 | François Cousineau   | 3:00  |
| 8.  | Tu m'fais flipper                | Luc Plamondon                 | François Cousineau   | 3:04  |
| 9.  | Strip Tease                      | Luc Plamondon                 | Germain Gauthier     | 4:32  |
| 10. | Alys en cinémascope              | Luc Plamondon                 | Germain Gauthier     | 4:24  |
| 11. | Hymne à la beauté du monde       | Luc Plamondon                 | Christian Saint-Roch | 2:18  |
| 12. | J'ai douze ans                   | Luc Plamondon                 | Germain Gauthier     | 4:05  |
| 13. | Week-end sur la lune             | Luc Plamondon                 | Germain Gauthier     | 6:12  |
| 14. | Une fille Funky                  | Luc Plamondon                 | Germain Gauthier     | 4:50  |
| 15. | Mon p'tit boogie boogie          | Luc Plamondon                 | François Cousineau   | 2:30  |

## Crédits
- Musiciens : Multiples
- Maquette : Jean-Paul Théodule
- Photos : X
- Conception pochette : Bob Boutringain
- Label : Barclay, PolyGram Music